# New Century Guild
New Century Guild es un sitio en Filadelfia, Pensilvania en Estados Unidos.
Se lo declaró Lugar Histórico Nacional en el 1999. La arquitectura es principalmente italiana.